# Oncopsis sepulcralis
Oncopsis sepulcralis är en insektsart som beskrevs av Anufriev 1967. Oncopsis sepulcralis ingår i släktet Oncopsis och familjen dvärgstritar. Inga underarter finns listade i Catalogue of Life.